# Famelica tasmanica
Famelica tasmanica é uma espécie de gastrópode do gênero Famelica, pertencente a família Raphitomidae.